# Contea di Dongping
La contea di Dongping (东平县S, Dōngpíng XiànP) è una contea della Cina, situata nella provincia dello Shandong e amministrata dalla prefettura di Tai'an.